# Wendy Kilbourne
Wendy Kilbourne (Los Angeles, 29 giugno 1964) è un'attrice statunitense.

## Biografia
Si è fatta conoscere dal grande pubblico per aver interpretato Constance Flynn Hazard nella serie TV Nord e Sud e Devon King in Voci nella notte. 
Si è sposata nel 1988 con l'attore statunitense James Read che ha conosciuto sul set di Nord e Sud. Dal matrimonio sono nati 3 figli: Jackson (nato nel 1990), Willa (nata nel 1994) e Sydney (nata nel 1995).

## Filmografia parziale
- Dynasty - serie TV, un episodio (1982)
- The Paper Chase - serie TV, un episodio (1983)
- Supercar (The Knight Rider) - serie TV, episodio 2x14 (1984)
- Matt Houston - serie TV, due episodi (1983-1984)
- Omicidio di una playmate (Calendar Girl Murders), regia di William A. Graham - film TV (1984)
- Cover Up - serie TV, un episodio (1984)
- Riptide - serie TV, un episodio (1984)
- A-Team (The A-Team) - serie TV, un episodio (1984)
- Nord e Sud (North and South) - serie TV (1985)
- La signora in giallo (Murder, She Wrote) - serie TV, episodio 3x06 (1986)
- Voci nella notte (Midnight Caller) - serie TV, 44 episodi (1988-1990)